# Dapsići
Dapsići (cyr. Дапсићи) – wieś w Czarnogórze, w gminie Berane. W 2011 roku liczyła 685 mieszkańców.